# 3094 Chukokkala
3094 Chukokkala è un asteroide della fascia principale del diametro medio di circa 22,47 km. Scoperto nel 1979, presenta un'orbita caratterizzata da un semiasse maggiore pari a 2,6486869 au e da un'eccentricità di 0,0732526, inclinata di 14,55850° rispetto all'eclittica.
L'asteroide è dedicato al poeta russo Kornej Ivanovič Čukovskij attraverso il titolo di una raccolta delle sue opere.